# Hans Hateboer
Hans Hateboer (Beerta, 9 de janeiro de 1994) é um futebolista neerlandês que atua como lateral-direito. Atualmente defende o Rennes.
Produto das divisões de base do Groningen, Hateboer passou três temporadas e meia na Eredivisie antes de ingressar na Atalanta em 2017. Em fevereiro de 2020, ele marcou o primeiro gol em uma partida da fase eliminatória da Champions League pelo clube.

## Carreira

### Groningen
Produto das divisões de base do Groningen, Hateboer fez sua estreia profissional em 18 de janeiro de 2014 em uma partida contra o RKC Waalwijk. Durante a partida, que terminou em um empate de 1 a 1, ele deu uma assistência e mais tarde foi expulso. 
Em 19 de fevereiro de 2014, Hateboer assinou uma prorrogação de contrato de três anos. Na final dos play-offs para as competições europeias, ele marcou um gol decisivo contra o AZ. Durante a temporada de 2013-14, ele passou de jogador das equipes juvenis a jogador titular da equipe principal. Na temporada seguinte, 2014-15, Hateboer fez parte da equipe que ganhou seu primeiro grande troféu, a Copa KNVB, que qualificou a equipe para a UEFA Europa League.
No último ano de seu contrato, Hateboer deixou claro que sua intenção era sair ao fim da temporada. O Groningen o vendeu para a Atalanta na janela de transferência de janeiro. Quando deixou o Groningen em janeiro de 2017, ele era o líder de assistências como zagueiro na Eredivisie.

### Atalanta
Tendo chegado no meio de uma temporada de sucesso incomum para a Atalanta, Hateboer foi inicialmente reserva de Andrea Conti. Ele fez sua estreia em 19 de março de 2017, durante uma vitória por 3-0 sobre o Pescara, na qual deu uma assistência.
Na temporada de 2017-18, após a transferência de Conti para o Milan, ele se estabeleceu como titular regular do time e também jogou na Liga Europa pela segunda vez em sua carreira. Nessa temporada, ele atuou em todas as partidas da Série A e marcou cinco gols. Foi também uma temporada forte para a Atalanta, uma vez que o clube terminou em terceiro na liga e se qualificou para a UEFA Champions League pela primeira vez na sua história.
Na temporada de 2019-20, Hateboer fez sua estreia na Liga dos Campeões em uma derrota por 4-0 para o Dinamo Zagreb. Em 19 de fevereiro de 2020, ele marcou seu primeiro gol na competição, que foi seguido por seu segundo, em uma vitória por 4–1 sobre o Valencia nas oitavas de final.

### Rennes
No dia 6 de agosto de 2024 assinou com o Rennes, da Ligue 1, por dois anos.

## Carreira internacional
Em março de 2018, Hateboer foi convocado pela primeira vez para a Seleção Holandesa para amistosos contra a Inglaterra e Portugal. Foi a primeira seleção convocada pelo recém-nomeado técnico Ronald Koeman.
Ele fez sua estreia no amistoso contra a Inglaterra em 23 de março de 2018 na Johan Cruijff Arena. Em 4 de setembro de 2020, ele estreou em competições oficias na vitória por 1-0 contra a Polonia na Liga das Nações da UEFA. Ele teve um desempenho impressionante, incluindo uma assistência para o gol de Steven Bergwijn.

## Estilo de jogo
Um lateral-direito com um físico notável, Hateboer também joga ocasionalmente como zagueiro. Ainda na Itália, ele ganhou o apelido de cavallo pazzo (cavalo louco), devido ao seu ritmo de trabalho e corridas incansáveis.

## Estatísticas
Atualizado em 14 de maio de 2021.
| Clubes            | Temporadas        | Liga              | Liga  | Liga | Copa  | Copa | Continental | Continental | Outro | Outro | Total | Total |
| Clubes            | Temporadas        | Divisão           | Jogos | Gols | Jogos | Gols | Jogos       | Gols        | Jogos | Gols  | Jogos | Gols  |
| ----------------- | ----------------- | ----------------- | ----- | ---- | ----- | ---- | ----------- | ----------- | ----- | ----- | ----- | ----- |
| Groningen         | 2013–14           | Eredivisie        | 14    | 0    | 0     | 0    | —           | —           | 4     | 1     | 18    | 1     |
| Groningen         | 2014–15           | Eredivisie        | 23    | 0    | 5     | 1    | 2           | 0           | —     | —     | 30    | 1     |
| Groningen         | 2015–16           | Eredivisie        | 31    | 0    | 2     | 0    | 6           | 0           | 3     | 1     | 42    | 1     |
| Groningen         | 2016–17           | Eredivisie        | 19    | 1    | 2     | 1    | —           | —           | —     | —     | 21    | 2     |
| Groningen         | Total             | Total             | 87    | 1    | 9     | 2    | 8           | 0           | 7     | 2     | 111   | 5     |
| Atalanta          | 2016–17           | Serie A           | 6     | 0    | 0     | 0    | —           | —           | —     | —     | 6     | 0     |
| Atalanta          | 2017–18           | Serie A           | 33    | 0    | 2     | 0    | 8           | 0           | —     | —     | 43    | 0     |
| Atalanta          | 2018–19           | Serie A           | 35    | 5    | 4     | 0    | 4           | 1           | —     | —     | 43    | 6     |
| Atalanta          | 2019–20           | Serie A           | 32    | 0    | 1     | 0    | 9           | 2           | —     | —     | 42    | 2     |
| Atalanta          | 2020–21           | Serie A           | 21    | 2    | 1     | 0    | 6           | 0           | —     | —     | 28    | 2     |
| Atalanta          | Total             | Total             | 127   | 7    | 8     | 0    | 27          | 2           | —     | —     | 162   | 10    |
| Total da carreira | Total da carreira | Total da carreira | 214   | 8    | 17    | 2    | 35          | 3           | 7     | 2     | 273   | 15    |

### Seleção
| Holanda | Holanda | Holanda |
| Ano     | Jogos   | Gols    |
| ------- | ------- | ------- |
| 2018    | 3       | 0       |
| 2020    | 8       | 0       |
| Total   | 11      | 0       |

## Títulos
Groningen
- Copa dos Países Baixos: 2014–15

Atalanta
- Liga Europa da UEFA: 2023–24